# Joan Albella Balaguer
Joan Albella Balaguer   (Palma, 15 de juliol de 1912 - Palma, 15 de gener de 1998) fou un futbolista balear de les dècades de 1930 i 1940.
Començà a destacar a l'equip juvenil del Mediterráneo, d'on passà al juvenil de l'Athletic FC de Palma, pujant al primer equip durant la mateixa temporada.
Destacà com a jugador del Reial Mallorca, on jugà durant dues etapes entre 1931-1935 i 1943-1947, jugant a segona divisió de 1944 a 1946. Entre aquestes dues etapes jugà al Balears FC, Espanyol de Barcelona i Athletic FC. En el famós partit contra el Constància de 1945, en què Mallorca i Constància es jugaven la permanència, va fer el segon gol, que va permetre la permanència dels palmesans, gràcies també a l'arbitratge de Cruellas.
Arribà al RCD Espanyol la temporada 1936-37, en la qual jugà el Campionat de Catalunya i la Copa i la lliga Mediterrània. La temporada 1938-39 també va jugar diversos partits amistosos.